# Ökoanarchizmus
Az ökoanarchizmus, vagy zöld anarchizmus egy politikai ideológia, amely a környezetvédelmi kérdésekre nagy hangsúlyt fektet. Az anarchizmus eszméjét nem csak az emberek , hanem az emberek és nem-emberek közötti interakciókra is kiterjeszti. Ez gyakran anarchista forradalmi gyakorlatban csúcsosodik ki, amely nemcsak az emberi felszabadulásra, hanem a nem-emberek felszabadításának valamilyen formájára is törekszik, és célja egy környezeti szempontból fenntartható, anarchista társadalom kialakítása. Egyik legkiemelkedőbb képviselőjének Murray Bookchint tekintik.
Murray Bookchin helyezte a zöld viták középpontjába az anarchista eszméket, hangsúlyozva a környezeti problémák társadalmi természetét. Úgy érvelt, hogy az a tény, hogy az ember uralkodni próbál a természeten, az emberiségen belül lévő uralmi viszonyok következménye. (lásd pl. a "Toward an Ecological Society" című művét). Az anarchista eszmék ökológiai oldala (mint pl. a decentralizáció, az ipar és a mezőgazdaság integrációja, stb.) arra utal, hogy az anarchisták hamar felismerték, a zöld eszmék és a zöld mozgalmak fontosságát. (…)
Az anarchista elméletnek tehát Kropotkin óta volt már egy jelentős "elő-zöld" tartalma. A szó szoros értelemben vett ökoanarchizmus 1950 után alakult ki - azután, hogy Bookchin megkezdte forradalmi munkásságát. (…)
A hierarchiák felszámolásával létrehozzuk a jövő ökotársadalmát. Bookchin szavaival „az ökoközösségek és az emberi léptékű ökotechnológiák a szemtől szembe kapcsolatok és a közvetlen demokrácia új korszakát nyitnák meg, mely lehetővé tenné, hogy az emberek a szabad idejükben a görög hagyományoknak megfelelően gondoskodjanak a közösség ügyeinek intézéséről, bürokráciák és professzionális politikai funkcionáriusok nélkül. Újra teret adnánk a természeti világ spiritualizációjának – szögezzük le, nem úgy, hogy visszatérünk az archaikus mítoszokhoz, hanem úgy, hogy az emberi tudatot a természet öntudatra ébredésének tekintjük.” Bookchin érvelése és víziója A vállalkozásokat a munkások irányítják, amelyek tiszteletben tartják a helyi közösségek igényeit. Ehhez munkástanácsok létrehozására van szükség, amelyek döntéseiket a közvetlen demokrácia módszereivel hozzák. (Lásd pl. Murray Bookchin: Toward an Ecological Society és Remaking Society).
Azonban- ahogy azt Bookchin is hangsúlyozza- a környezeti válság oka nem pusztán a kapitalizmus, hanem maga az uralkodási elv is. Ezt az elvet testesíti meg az intézmények hierarchiája, a parancs-engedelmesség viszony, amely a társadalom minden szintjét áthatja. Ezért, "ameddig meg nem változtatjuk a társadalom legelemibb viszonyait - különösképpen ami a férfiak és nők, felnőttek és gyerekek, a fehérek és más bőrszínűek, a heteroszexuálisok és melegek között van (a lista meglehetősen tekintélyes) - addig a társadalomban jelen lesz a uralom, még ha az egy szocialisztikus ‘osztály nélküli’ és ‘kizsákmányolásmentes’ társadalom is.
Még akkor is tele lesz hierarchiával, ha épp valamiféle ‘népi demokrácia’, ‘szocializmus’, ‘a természeti erőforrások közösségi tulajdona’ kétséges értékeit ünnepli. Amíg a hierarchia fennáll, amíg a parancsolás szervezi meg az emberiséget az elitek rendszere körül, a természet uralom alá hajtásának terve továbbra is létezni fog és elkerülhetetlenül az ökológiai megsemmisülés felé vezeti a Földet". [Toward an Ecological Society, 76. o.].
Bookchin úgy érvel, hogy ‘az emberiség és a természet közötti konfliktus az ember és ember közötti konfliktus kiterjesztése. Amennyiben a zöldmozgalom nem képes átfogni az uralom kérdéskörének minden vetületét, semmivel sem tud hozzájárulni napjaink környezeti válságának lényegi megoldásához. Ha megelégednek a szennyezés és takarékosság szigorúbb ellenőrzésének tisztán reformista követelésével - a puszta környezetvédelemmel - és nem foglalkoznak a forradalom egy átfogóbb fogalmának szükségességével, azzal szavatolják a természet és az ember jelenlegi kizsákmányolásának további fennállását.
Meghirdetik a „Back to Basics” programját, amelynek lényege, hogy a technológiai alapú fogyasztói társadalom az ember-ember és az ember-környezet viszonylatban fenntarthatatlan mértékű globális elidegenedést és világméretű krízist mutat, ezért az archaikus bennszülött közösségeket érintő tudományos ismeretekből a lehető legtöbb elvet és gyakorlatot kell újra meghonosítani lokális szinten. Ez az „újra-elvadulás” (rewildering) és a „wild resistance” programja.
elmondható, hogy az öko- vagy zöldanarchizmus elméleti és gyakorlati hátterét nyújtó (back-to-basics) áramlatok, amelyek felfedezhetők az ökopolitikában, az ökofalu-, a globalizációkritikai vagy akár a squat-mozgalom grassroot-típusú, bázisdemokratikus közösségeiben, nem csupán egy idealizált „ősközösség-eszmény” marxi alapjain nyugszanak, jóval túlmutatnak a rousseau-i „nemes vadember” felvilágosodás-kori romantikus mítoszán. A paleolitikus „indigenious knowledge”, a vadak és primitívek prehisztorikus-paleolitikus hagyományai komoly archeológiai, őstörténeti, társadalomtörténeti, társadalomtudományi és etnográfiai/etnológiai, sőt etológiai (viselkedéskutatási) megalapozást kapnak, ezért az olyan megállapítások, miszerint ez az érvelés „erősen sántít”, illetve „súlyos tévedéseken alapul”, helyreigazítást követelnek. Scheiring Gábor az Akció! 5. számában úgy fogalmaz: „a vadászó-gyűjtögető társadalmak és ősi civilizációk bár kisebb léptékben, de ugyanúgy pusztították a természetet.” Nem lehet tudni, hogy a szerző milyen jellegű és léptékű „pusztításra” tesz utalást rövid írásában, hiszen különösképpen a vadászó-gyűjtögető közösségek, de még az égetéses-irtásos korai agrárkultúrák sem okoztak semmilyen bizonyítható formában irreverzibilis változásokat a saját létüknek alapot nyújtó környezetben, sőt ezek az életformák épp’ ellenkezőleg: ökológiai szempontból kifejezetten jótékony hatásúnak mutatkoztak. A „rewildering” alapon öko-bio-bázisközösségekben élő és önellátóan termelő falvak hasonlóképpen képesek műtrágyázás, génmanipuláció és egyéb technológiák nélkül létezni, anélkül, hogy a természet vitális folyamatait megakasztanák.
Mindezzel együtt kétségtelen, hogy (ahogy arra többek közt Jared Diamond rámutat) a kb. i. e. 10-20 ezer évben, az emberi terjeszkedés során, főleg a mai amerikai kontinensen és az ausztrál-polinéz szigetvilágban az emberi tevékenység óriási pusztításokat okozott. Ennek során a legtöbb nagytestű emlőst kipusztították a meghódított területeken, valamint rengeteg erdőséget is kiirtottak.